# Liječnik opće medicine
Liječnik opće medicine (još se naziva i: liječnik obiteljske medicine, liječnik primarne zdravstvene zaštite ili liječnik opće prakse) liječnik je koji liječi akutne bolesti koje nisu opasne po život, skrbi o pacijentima s kroničnim bolestima te pruža preventivnu skrb i zdravstveni odgoj pacijentima.
Liječnik opće medicine dijagnosticira i prate razne bolesti, koje se na nediferenciran način javljaju u ranoj fazi razvoja, što može ponekad zahtijevati hitnu intervenciju. Holistički pristup opće prakse ima za cilj uzeti u obzir biološke, psihološke i društvene čimbenike, koji su važni za njegu svakog pacijenta. Njihove dužnosti nisu ograničene na određene tjelesne organe kao specijalistički liječnici te imaju posebne vještine u liječenju ljudi s više zdravstvenih problema. Školovani su za liječenje pacijenata bilo koje dobi i spola do razine složenosti koja varira od zemlje do zemlje.
Glavni element opće prakse je kontinuitet, koji premošćuje epizode različitih bolesti. Pokazalo se da veći kontinuitet suradnje s liječnikom opće medicine smanjuje potrebu za pomoći izvan radnog vremena i akutnim prijemom u bolnicu. Nadalje, kontinuitet rada liječnika opće medicine smanjuje smrtnost.
Uloga liječnika opće medicine može se uvelike razlikovati između (ili čak unutar) zemalja. U urbanim područjima razvijenih zemalja, njihove uloge imaju tendenciju biti uže i usmjerene na skrb o kroničnim zdravstvenim problemima; liječenje akutnih bolesti koje nisu opasne po život; rano otkrivanje i upućivanje na specijaliziranu skrb pacijenata s teškim bolestima; i preventivnu skrb, uključujući zdravstveni odgoj i imunizaciju. U međuvremenu, u ruralnim područjima razvijenih zemalja ili u zemljama u razvoju, liječnik opće prakse može biti rutinski uključen u predbolničku hitnu pomoć, porođaj, bolničku njegu u zajednici i izvođenje kirurških zahvata male složenosti. U nekim zdravstvenim sustavima, liječnici opće prakse rade u centrima primarne zdravstvene zaštite gdje imaju središnju ulogu u zdravstvenom timu, dok u drugim modelima skrbi, liječnici opće prakse mogu raditi kao samostalni liječnici.